# Rionero in Vulture
Rionero in Vulture (AFI: /rioˈnero in ˈvulture/, Arrenéure in dialetto rionerese) è un comune italiano di 12 435 abitanti della provincia di Potenza in Basilicata.
Situato alle pendici del Monte Vulture, è stato insignito della medaglia d'argento al merito civile per atti di abnegazione durante il secondo conflitto mondiale.

## Geografia fisica

### Territorio
Rionero si trova su due colline a sud-est del Monte Vulture, vicino al confine con la Campania e la Puglia, a 656 metri sul livello del mare. Il suo territorio si estende per 53,1 km² ed i suoi abitanti sono divisi tra il centro abitato e le frazioni di Monticchio Bagni e Monticchio Sgarroni. Qui si trovano due laghi di origine vulcanica.

### Clima
Il clima è rigido d'inverno e caldo temperato d'estate. Secondo i dati medi del trentennio 1961-1990, la temperatura media del mese più freddo, gennaio, si attesta a +4,4 °C, mentre quella del mese più caldo, agosto, è di +23,0 °C.
| Monticchio Bagni   | Mesi | Mesi | Mesi | Mesi | Mesi | Mesi | Mesi | Mesi | Mesi | Mesi | Mesi | Mesi | Stagioni | Stagioni | Stagioni | Stagioni | Anno |
| Monticchio Bagni   | Gen  | Feb  | Mar  | Apr  | Mag  | Giu  | Lug  | Ago  | Set  | Ott  | Nov  | Dic  | Inv      | Pri      | Est      | Aut      | Anno |
| ------------------ | ---- | ---- | ---- | ---- | ---- | ---- | ---- | ---- | ---- | ---- | ---- | ---- | -------- | -------- | -------- | -------- | ---- |
| T. max. media (°C) | 7,7  | 9,5  | 12,1 | 17,1 | 21,3 | 26,9 | 29,7 | 30,3 | 25,5 | 18,4 | 13,3 | 10,5 | 9,2      | 16,8     | 29,0     | 19,1     | 18,5 |
| T. min. media (°C) | 1,1  | 1,9  | 3,3  | 6,4  | 9,0  | 14,5 | 15,7 | 15,7 | 13,1 | 9,2  | 5,9  | 3,6  | 2,2      | 6,2      | 15,3     | 9,4      | 8,3  |

## Origini del nome
Le origini del nome di questa cittadina non sono ancora del tutto chiare. Secondo alcuni, la sua etimologia deriva da Rivo Nigro (fiume nero) , sorgente affiorante dal tufo vulcanico di colore nero che attraversa il paese dividendolo in due parti (fonte ora inglobata nella Fontana della Baronessa, conosciuta anche come Fontana Grande); altri sostengono derivi da Are Nigro, stante ad indicare il terreno nero della zona dalle cui pietre di pozzolanico sono costruite le abitazioni. Dopo l'Unità d'Italia, a Rionero si aggiunse il suffisso in Vulture per distinguerla dall'omonima Rionero Sannitico, in Molise.

## Storia

### Antichità
Il territorio era abitato nel IV secolo a.C., come provano le tombe rinvenute nelle località "San Francesco", "Cappella del Priore" e "Padulo". Resti di un acquedotto di epoca romana sono visibili sulla fiumara di Ripacandida, nei pressi dell'attuale abitato. Nel III secolo a.C. entrò a far parte dell'agro di Venusia (l'attuale Venosa).
Scavi archeologici in corrispondenza della "Torre degli Embrici" hanno riportato alla luce nel 2004 un insediamento agricolo-termale, risalente agli ultimi secoli avanti Cristo e proseguito fino al tardo Medioevo. Rionero, come "Casale di Santa Maria di Rivo Nigro", feudo di Atella nella diocesi di Rapolla, appare per la prima volta nella bolla di papa Eugenio III del 9 giugno del 1152 che conferma al vescovo Ruggero di Rapolla alcuni possedimenti. Nello stesso anno Monsignor Alberto Mercanti ne parla in uno scritto come “casale medioevale di Santa Maria di Rivonigro", feudo del vescovo di Rapolla.

### Medioevo
Con la caduta dell'impero romano e l'avvento delle invasioni barbariche, il circondario di Rionero vide l'arrivo dei Normanni, che si stanziarono soprattutto nella frazione di Monticchio, facendo del castello locale la loro roccaforte, il quale fu probabilmente costruito prima del loro arrivo. La zona divenne in seguito luogo di rifugio per i monaci basiliani, giunti dalla penisola balcanica per evitare le persecuzioni iconoclastiche. Anche l'ordine religioso si stanziò a Monticchio, ove costruirono anche un'abbazia.
In epoca sveva, si ritiene da alcuni storici che la zona di Rionero fu residenza di caccia di Federico II, ove il sovrano, che trascorreva gran parte del suo tempo libero a Melfi, si recava nei boschi del monte Vulture per esercitare la sua grande passione.
Con la fine del governo svevo, il casale fu colpito da un vertiginoso aumento delle tasse, che compromise già le condizioni abbastanza misere dei suoi abitanti. Con l'avvento degli Angioini, nel 1269 Rapolla diventò feudo di Antonio de Capris, nel tempo in cui era vescovo il canonico Bartolomeo (1266-1275). Un'altra citazione compare in un documento angioino del 1277 che parla di "Universitas Rivinigri".
Nel 1316 Giovanni d'Angiò, signore della valle, accordò esenzioni e immunità fiscale per dieci anni per ricostruire Atella. Un’offerta allettante per tutti quei cittadini impoveriti dalle continue guerre che si trasferirono ad Atella per sfuggire all’enorme pressione fiscale di quel periodo. Gli abitanti di Rionero, a causa delle "pressuras et gravamina" sui pascoli imposti dai feudatari vescovi di Rapolla, furono i primi a trasferirsi nella nuova città, con altri provenienti da Agromonte, Armaterra, Caldane, Lagopesole, Monte Marcone e Vitalba.
Dopo solo due anni, nel 1318, il vescovo Bernardo chiese e ottenne, invano, di ripopolare "de gentibus de Regno aut exteris il morto casale", ricostruendolo più in su, presso la chiesa di Sant'Antonio Abate, "positam inter casale Rivinigri et casale Barilis", là dove si diceva che fosse già esistito un altro casale. Nel 1332, Bernardo di Palma, vescovo di Rapolla, ottenne il permesso di riedificare il casale con diploma di Roberto d'Angiò, Re di Napoli. Per cui sui registri angioini figura "Rivinigri noviter eredi", come casale di Atella. Successivamente, Rionero, non apparve più né nel cedolario della regina Giovanna I del 1344 e neppure in quello di Giovanna II del 1415. Nel 1348, la Morte Nera (peste nera) colpì anche l'area intorno a Rionero.

### Età moderna
Il violento terremoto del 5 dicembre 1456 con magnitudo 7.11 colpì l'Italia meridionale danneggiando gravemente la cittadina di Atella talché alcuni sopravvissuti si trasferirono a Rionero.
Nel 1468 un gruppo di albanesi di Kruja, dopo la morte di Scanderbeg fuggì nell'Italia meridionale, attraversando la Puglia e venne sistemato anche in Basilicata: oltre a Melfi (probabilmente lì dove oggi si trova Vico Albanese), a Barile, Brindisi Montagna, ecc.

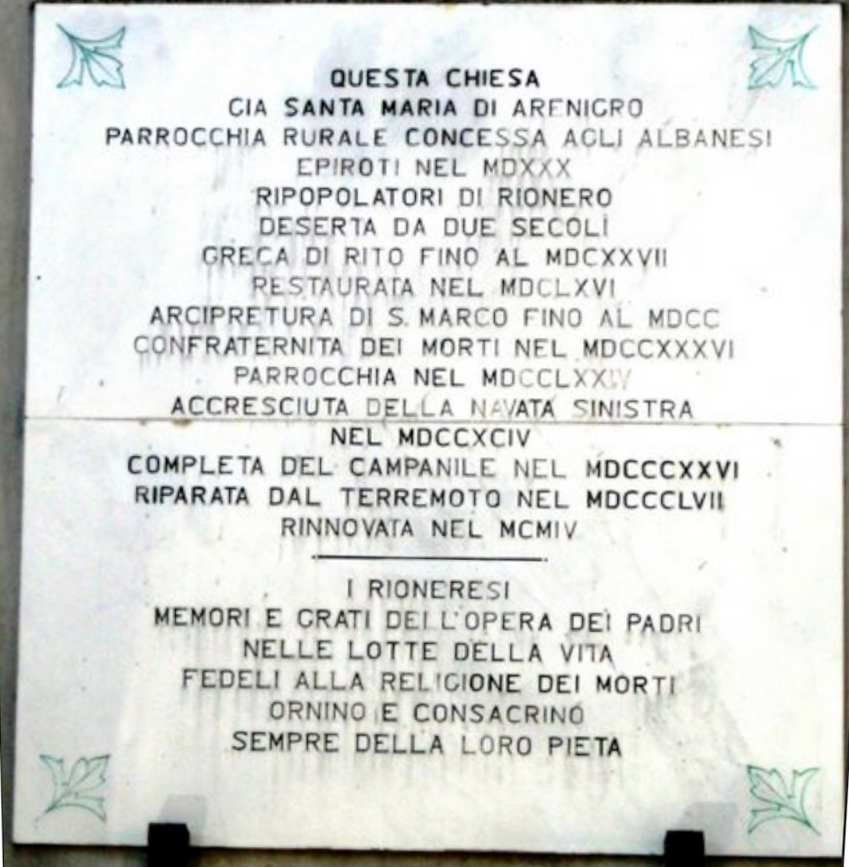
Chiesa SS. Sacramento, Epigrafe commemorativa della fondazione della parrocchia dagli esuli Albanesi Epiroti

Tra agosto del 1477 e gennaio del 1478 raggiunsero l'Italia meridionale altri esuli albanesi. La loro fuga fu causata dalla campagna ottomana di Scutari sotto Maometto II. Re Ferdinando I di Napoli accolse gli esuli e li distribuì in Basilicata nei comuni di Rionero in Vulture, Ripacandida, Melfi, Forenza, Lavello, Venosa e Atella. I rifugiati di Rionero furono sistemati nei pressi della Chiesa di Sant'Antonio Abate insieme ad alcuni pastori pugliesi.
Durante la dominazione spagnola, la città ebbe un periodo di pace e di prosperità. In data 1º aprile 1502, Rionero ospitò nella chiesa di Sant'Antonio Louis d'Armagnac, duca di Nemours e Consalvo Fernandez di Cordova, rispettivamente comandanti degli eserciti francese e spagnolo, i quali si incontrarono per stipulare accordi sulla spartizione del Regno di Napoli.
Il 23 marzo del 1528 Melfi venne saccheggiata dalle truppe francesi sotto Odet de Foix, aiutato dai fiorentini delle "Bande Nere" sotto il comando di Orazio Baglioni. Lo storico Marin Sanudo descrive nei suoi "Diarii" che gli aggressori "si sono precipitati dentro, uccidendo chiunque sul loro cammino, soldati, uomini, donne, e bambini, presi prigionieri e saccheggiarono la terra. Nessuno si sarebbe salvato, tranne quelli che sono saltati giù dalle mura, uccidendosi o sono stati fatti prigionieri o uccisi." Si parla di circa 3.000 morti. L'evento è entrato nella storia come la "Pasqua di Sangue" o il "Sacco di Melfi". I sopravvissuti fuggirono nei boschi del Monte Vulture da dove tornarono la domenica di Pentecoste (11 maggio del 1528) dopo che la città era stata liberata dagli spagnoli.  Nel 1530/3, i contadini albanesi che si erano stabiliti a Melfi nel 1468 ed erano sopravvissuti alla “Pasqua di Sangue” vennero reinsediati a Rionero cambiando il nome del casale in "Arenigro". La comunità albanese si stabilì nei pressi dell'antica Chiesa di Santa Maria di Rivonigro, poi "Chiesa dei Morti" (attualmente intitolata al SS. Sacramento), ove poterono professare il loro culto di rito greco-bizantino fino al 1627, quando il vescovo di Melfi, Deodato Scaglia, abolì il rio bizantino e li condusse al culto latino.
Il 4 aprile del 1615, Orazio Grasso, Regio Tavolario, scrive che nel territorio di Atella c'è un casale chiamato Arenigro che è abitato da 45 fuochi (famiglie) di albanesi che "habitano dentro grotte accomodate con fabbrica".
Gravemente colpita dal terremoto del 1694, la sua popolazione in quel periodo non superava settecento persone. In seguito la nobile famiglia Caracciolo, ai quali spettava il feudo, concessero il disboscamento, il dissodamento e la coltivazione dei terreni occupati dai boschi della località "Gaudo". Grazie alla sua posizione di frontiera tra Campania e Puglia, Rionero ebbe un certo incremento economico e demografico: nel 1735 gli abitanti erano giunti a circa 3000, nel 1752 a circa 9000. A fine 1700 Rionero era il secondo paese per popolazione della intera Basilicata con i suoi 11000 abitanti; al primo posto vi era Matera con 12300 unità.
Durante la Repubblica Napoletana del 1799, Rionero partecipò attivamente ai moti e vi fu piantato l'Albero della libertà. Tutto ciò avvenne soltanto perché, ormai, tutti i paesi immediatamente limitrofi si erano già democratizzati ed i commerci erano divenuti praticamente impossibili. I rioneresi Michele Granata e Giustino Fortunato senior furono importanti esponenti della repubblica partenopea ma, dopo la sua caduta, Granata fu condannato a morte nel dicembre dello stesso anno mentre Fortunato si salvò con la fuga. Quest'ultimo venne poi reintegrato da Gioacchino Murat e, con la seconda restaurazione borbonica, divenne primo ministro del Regno delle Due Sicilie.

### Ottocento
Nel 1811, Rionero aveva superato gli 11 000 abitanti e fu elevato a Comune autonomo con decreto di Gioacchino Murat il 4 maggio dello stesso anno, grazie all'impegno di Giustino Fortunato senior. Nell'aprile 1848, in piena rivoluzione agraria sotto il Regno delle Due Sicilie, a Rionero si registrarono forti tumulti contro il latifondismo. I contadini rioneresi, dopo aver costretto con la forza il sindaco ad abolire il dazio sul macinato, invasero il bosco di Lagopesole appartenente alla famiglia Doria, ma fittato a pascolo ai Fortunato reclamando ancora una volta l'annoso problema della quotizzazione delle terre venuto già a galla, a più riprese, nel corso della intera storia del Mezzogiorno d'Italia.
All'alba dell'unità d'Italia, Nicola Mancusi, sacerdote, patriota e responsabile del comitato insurrezionale di Avigliano, vedendo un solido appoggio da parte delle classi medie, scelse Rionero per installare un altro comitato nel giugno 1860, che avrebbe agevolato la cosiddetta insurrezione lucana in favore di Giuseppe Garibaldi. Il 17 agosto dello stesso anno, l'allora sindaco di Rionero, Giuseppe Michele Giannattasio, con il quadro di Garibaldi in mano, scese in piazza gridando "Viva Garibaldi!" e, assieme ad altri sostenitori come Emanuele Brienza, Canio Musio, Nicola Mennella, Achille D'Andrea, Achille Pierro, Francesco Pennella e Costantino Vitelli, si recò a Potenza, al comando di un gruppo di 54 volontari.
Con la caduta del Regno delle Due Sicilie e la sua annessione al nuovo Regno d'Italia, le speranze però andarono deluse e le promesse di una risoluzione della questione demaniale da parte del nuovo governo non vennero attuate suscitando un forte malcontento del ceto popolare. Così Rionero divenne uno dei maggiori centri del brigantaggio postunitario e diede i natali al più noto brigante del periodo, Carmine Crocco detto "Donatello", un bracciante pregiudicato che si arruolò come garibaldino durante la spedizione dei Mille e che, dopo la delusione ricevuta per la mancata clemenza per il suo passato da disertore, passò nelle file borboniche, divenendo comandante di un'armata di 2000 uomini. In quattro anni, Crocco sconvolse la zona del Vulture, dell'Irpinia, della Capitanata e le sue scorrerie arrivarono fino al Molise e al Salento.
Un altro noto brigante originario di Rionero fu Michele di Gè, che aderì al brigantaggio quando l'armata di Crocco era stata quasi del tutto debellata. Con la fine del brigantaggio, Rionero fu sconvolta ancor di più da povertà e miseria. Grazie all'impegno del meridionalista Giustino Fortunato, originario di Rionero, le gravose condizioni di vita della città vennero parzialmente alleviate: con la diffusione di vaccini antimalarici, con la costruzione di un asilo dedicato alla madre Antonia Rapolla e della stazione ferroviaria di
"Rionero-Atella-Ripacandida", inaugurata il 21 settembre 1897.

### Dal novecento ad oggi
Nel 1902, l'allora primo ministro Giuseppe Zanardelli, in viaggio per conoscere di persona le problematiche dell'Italia Meridionale, fece visita a Rionero accompagnato da Fortunato ed alloggiò nel suo palazzo tra il 26 e il 29 settembre. Nel settembre 1943, si verificò una delle più tristi tragedie della sua storia; 18 rioneresi furono trucidati da un gruppo di soldati nazisti con la complicità di alcuni paracadutisti fascisti. Già dal 16 settembre la popolazione rionerese, per paura della distruzione da parte tedesca dei magazzini dei viveri, assalta gli stessi magazzini del Rione Sant'Antonio, portando via sacchi di farina, di riso e altri generi alimentari.
I nazisti spararono sulla folla uccidendo un diciassettenne, Antonio Cardillicchio, e diedero fuoco ai magazzini, ove perì una donna, Elisa Giordano Carrieri. Il 24 settembre, il contadino Pasquale Sibilia, svegliato dalle grida della figlia, esce di casa con un fucile e, vedendo un sergente dei paracadutisti, che sembrava rubargli una gallina, gli spara ferendolo di striscio e il militare risponde al fuoco colpendo Sibilia all'inguine. A causa del gesto del contadino, il capitano dei paracadutisti, su ordine di un ufficiale tedesco, fece catturare 16 persone che, insieme a Sibilia vengono barbaramente uccisi a colpi di mitragliatrice. Uno soltanto, Stefano Di Mattia, creduto morto perché svenuto, sfugge al massacro giacendo sotto i corpi dei compagni. Una stele eretta sul luogo dell'eccidio ne ricorda la tragedia per la quale la città di Rionero ha ottenuto la Medaglia d'Argento al Merito Civile.
Nel 1980 il terremoto del Irpinia colpisce Rionero con magnitudo 4,6.
Il 3 ottobre 2009, ricevette il presidente della repubblica Giorgio Napolitano, ospitato nel palazzo Fortunato nel convegno "Mezzogiorno e unità nazionale - verso il 150º dell'Unità d'Italia", affrontando la tematica del Risorgimento, del Mezzogiorno e rendendo omaggio alla memoria di Fortunato.

### Simboli
Stemma
Lo stemma è di azzurro con una mano impugnante una daga di color ferro, lo scudo è sormontato da una corona ducale e ornato di pampini e rose.
Gonfalone
Il gonfalone è un drappo di rosso.

## Monumenti e luoghi d'interesse

### Architetture religiose

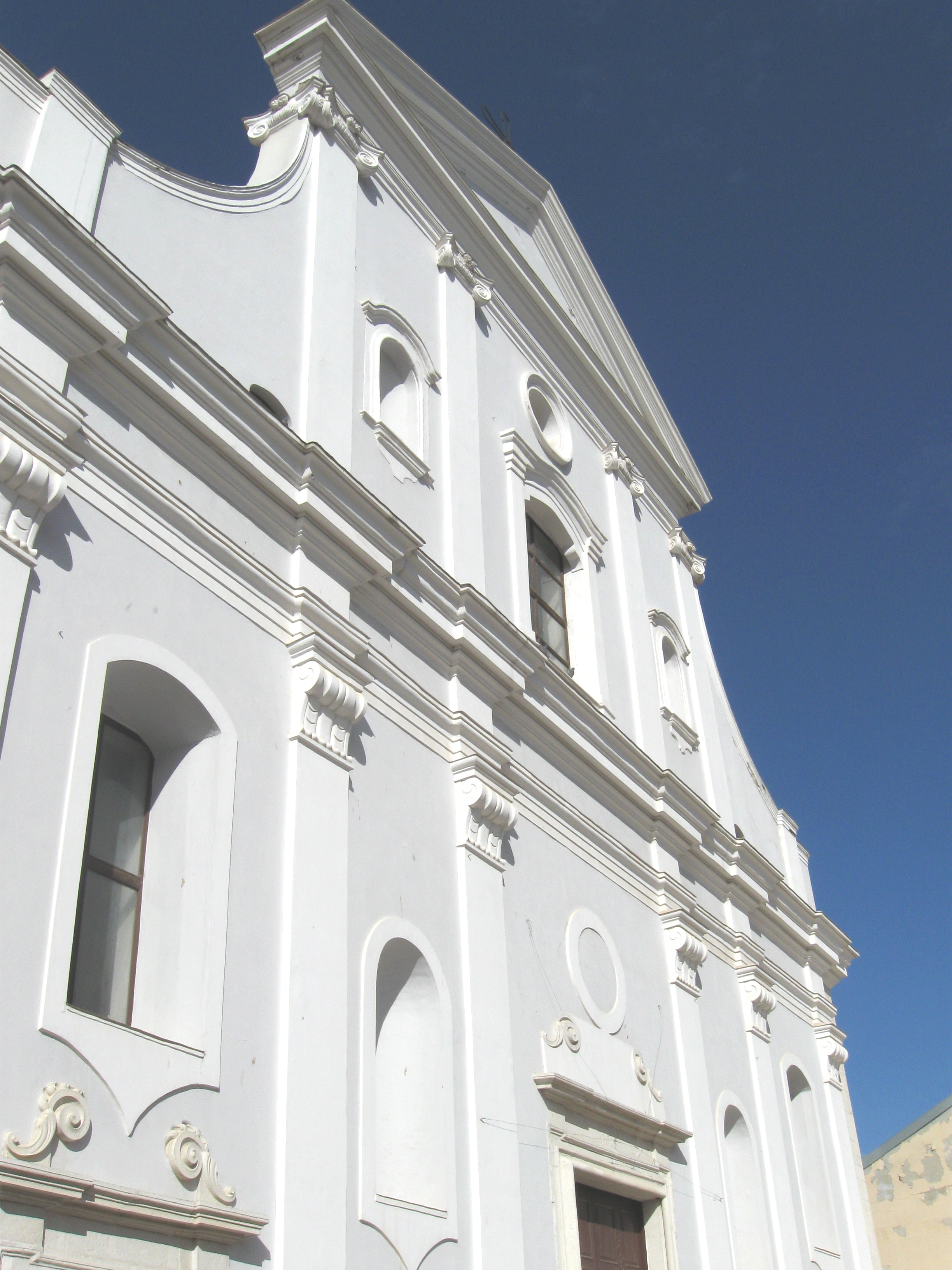
Chiesa di San Marco

- Chiesa di San Marco Evangelista

- Chiesa del Santissimo Sacramento

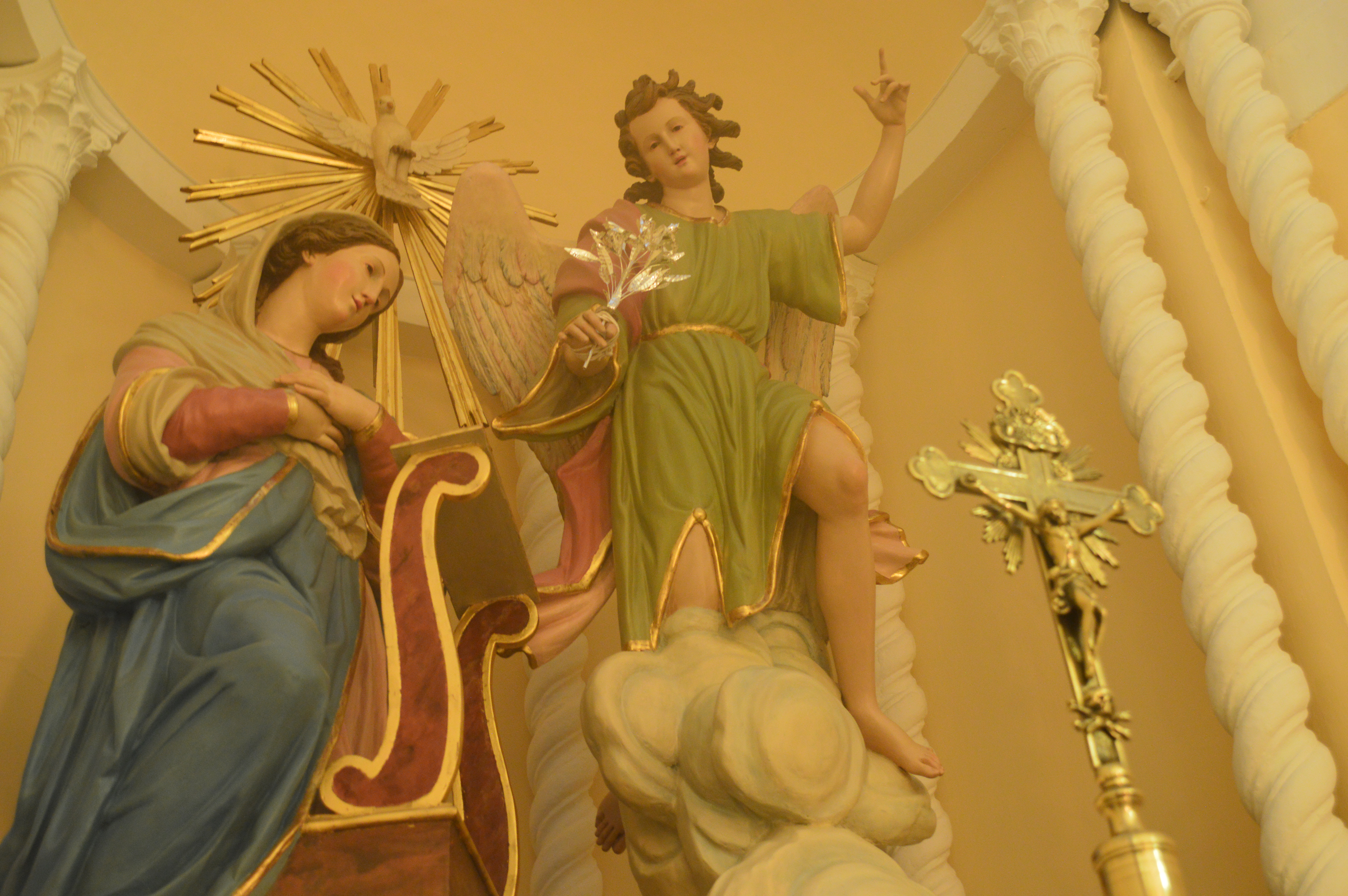
Gruppo Scultoreo dell'Annunciazione, conservato nella chiesa dell'Annunziata

Detta anche chiesa dei Morti. Fu edificata ove era situata l'antica chiesa di Santa Maria di Rivonigro, cuore del primitivo nucleo abitato scomparso nella prima metà del Trecento. Fu parrocchia rurale concessa agli albanesi nel 1530, che praticarono il rito greco fino al 1627, quando il vescovo di Melfi, Deodato Scaglia, li indusse al rito latino. In origine l'edificio era formato da un'unica navata e nel 1794 venne ampliato con l'aggiunta di una navata laterale. Nel 1826 la "Confraternita dei Morti" fece sostituire il vecchio campanile con un altro a base quadrata, la cui cuspide è stata ripristinata nel 2004, dopo essere stata danneggiata dal terremoto del 1980. Nella sacrestia è conservata una tela del XVI secolo, “la Madonna col Bambino e San Giovannino” di Luca Giordano.
- Chiesa della SS. Annunziata

- Chiesa di Sant'Antonio Abate

- Chiesa di San Nicola

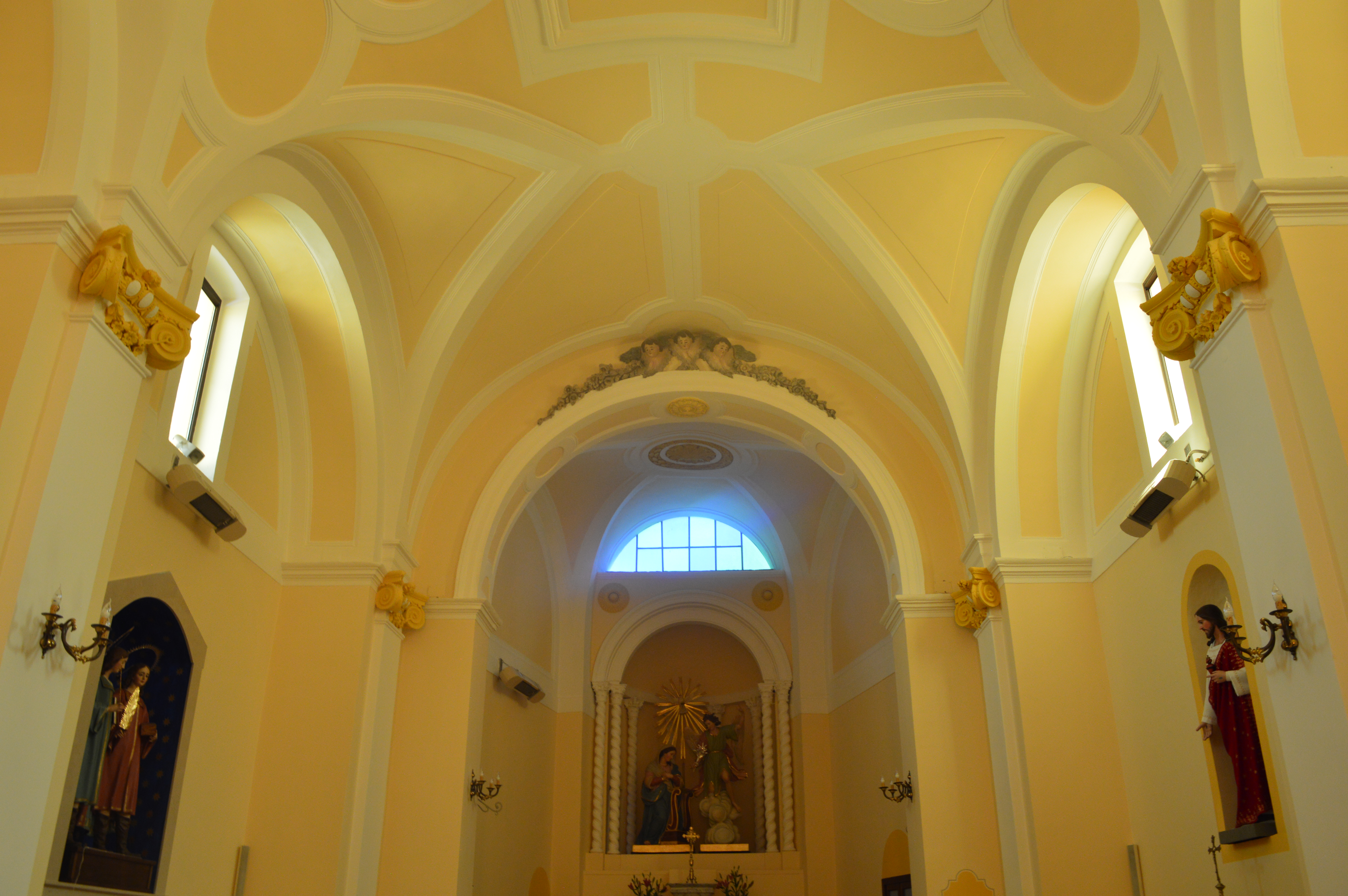
Chiesa dell'Annunziata-Interno

- Chiesa della Madonna di Caravaggio (demolita)
- Chiesa del Santissimo

È situata a fianco della Chiesa Madre e fu usata per accogliere Sant’Alfonso Maria de Liguori per una predicazione. Era dedicata a San Michele. Fu adibita a salone parrocchiale nel secolo scorso, quindi la facciata fu parecchio rimaneggiata, per essere adeguata all’aspetto della canonica.
- Chiesa di San Pasquale

Fu costruita nel 1773 dai Corona, una famiglia agiata del posto che risiedeva nel palazzo attiguo alla chiesa stessa. Fu restaurata nel secolo successivo, ma ha conservato un aspetto tipico del ‘700. L’altare in granito rosso è sormontato da una nicchia decorata. La cupola ospita degli affreschi, più precisamente nelle trombe, rappresentanti i quattro evangelisti.
- Chiesa Mater Misericordiae

Chiesa privata fatta costruire dalle suore dell'Istituto Mater Misericordiae ed aperta il 24 giugno 1994 di fronte alla stazione ferroviaria FS Rionero-Atella-Ripacandida. All'interno un mosaico di Gesù Misericordioso e la statua della Madonna della Misericordia protettrice delle sorelle misericordiose. Adiacente alla chiesa si trova il convento delle suore (casa generalizia) fondato nell'immediato dopoguerra.
- Chiesa di San Gerardo Maiella

La Chiesa è stata inaugurata il 24 giugno 2024 ed è dedicata al protettore delle mamme, dei bambini, delle famiglie. L'edificio è situato lungo il V. della Bramea (27), zona periferica di Rionero in Vulture denominata anche come "C 10". Del complesso fanno parte anche svariati luoghi di accoglimento per bambini e ragazzi ed è prevista la costruzione un auditorium per il cinema e il teatro.

### Architetture civili

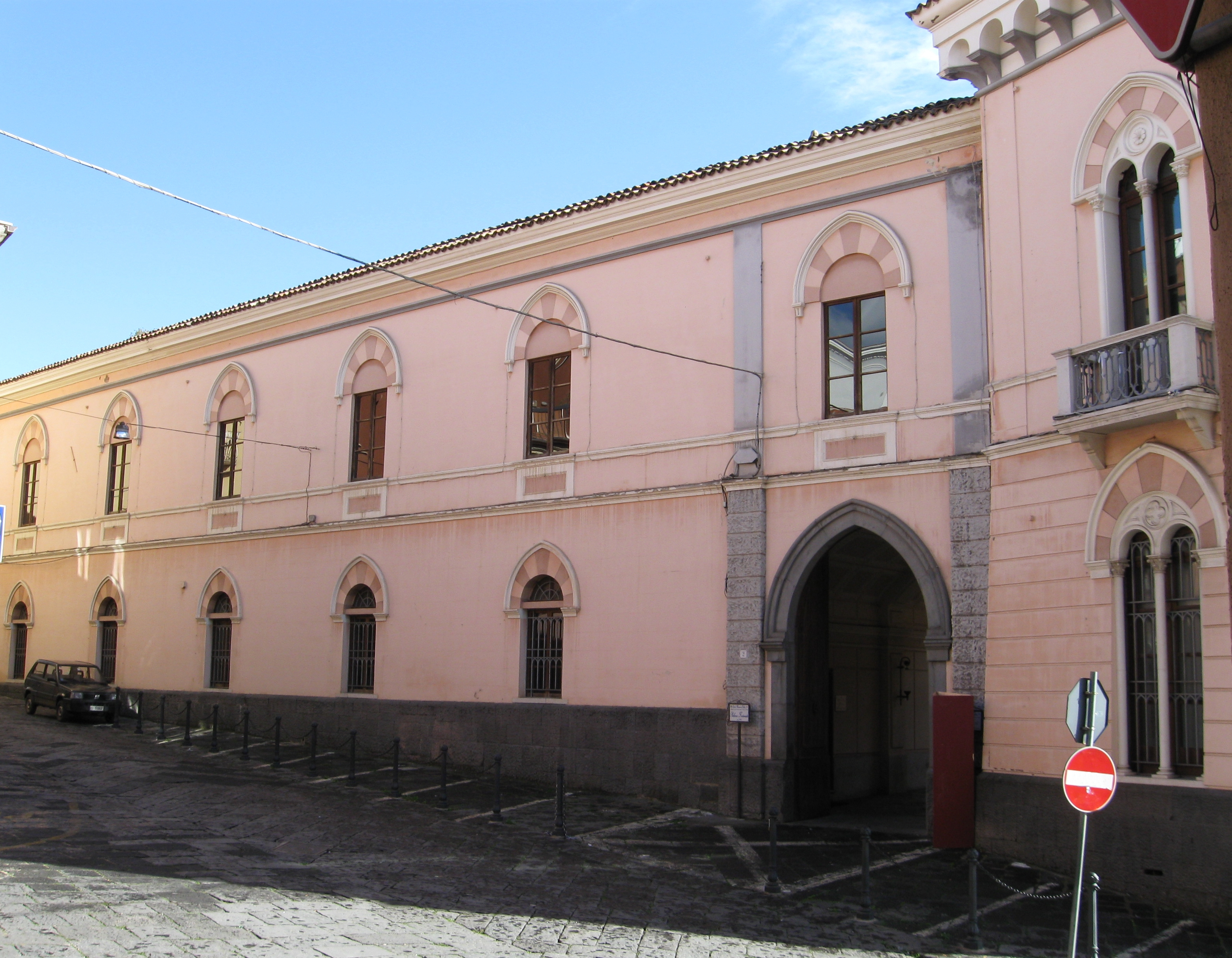
Palazzo Fortunato

- Palazzo Fortunato (secoli XVIII e XX)

Il più importante degli edifici signorili della città. Fu costruito agli inizi del Settecento, quando Carmelo Fortunato, ascendente di Giustino, lasciò Giffoni Sei Casali per stabilirsi a Rionero. Tra la fine del Settecento e gli inizi dell'Ottocento, il palazzo venne ampliato dal figlio Pasquale e, in seguito, dal nipote Anselmo. Qui l'11 aprile 1807 si fermò il sovrano Giuseppe Bonaparte, durante un viaggio da Venosa a Valva. Il palazzo ospitò anche Ferdinando II di Borbone nel 1846, durante il suo viaggio da Potenza a Melfi e il presidente del consiglio Giuseppe Zanardelli nel 1902. Con Giustino Fortunato, il palazzo divenne punto di incontro di diversi intellettuali tra cui Benedetto Croce, Gaetano Salvemini e Francesco Saverio Nitti. Nel 1970, il Palazzo Fortunato è stato acquistato dall'amministrazione comunale e, attualmente, ospita la Biblioteca Comunale ed è sede di varie manifestazioni culturali.
- Palazzo Pierro (XVIII secolo)

Situato nel centro storico, fu costruito nella seconda metà del XVIII secolo, come attestato dalla data incisa sulla chiave del portale in pietra viva. I proprietari erano persone di spicco della zona, ad esempio l'avvocato Francesco "Ciccio" Pierro è stato sindaco della località per vari anni, oltre che consigliere e deputato provinciale. Dopo il terremoto del 1980, il Palazzo Pierro fu oggetto di ristrutturazione, conservando lo stile architettonico originario.
- Palazzo Ciasca (XVIII secolo)

Casa natale del senatore Raffaele Ciasca e inagibile a causa del terremoto del 1980.
- Palazzo Rotondo (XVIII secolo)

Attuale sede del Municipio.
- Palazzo Giannattasio (XVII secolo)

Palazzo caduto ormai quasi in disuso. È provvisto di un parco che veniva usato in estate per manifestazioni culturali.
- Palazzo Catena (XVIII secolo)

Questo palazzo presenta un grande portale che porta ad un cortile, al quale si può accedere anche tramite una scala in pietra.

### Altro

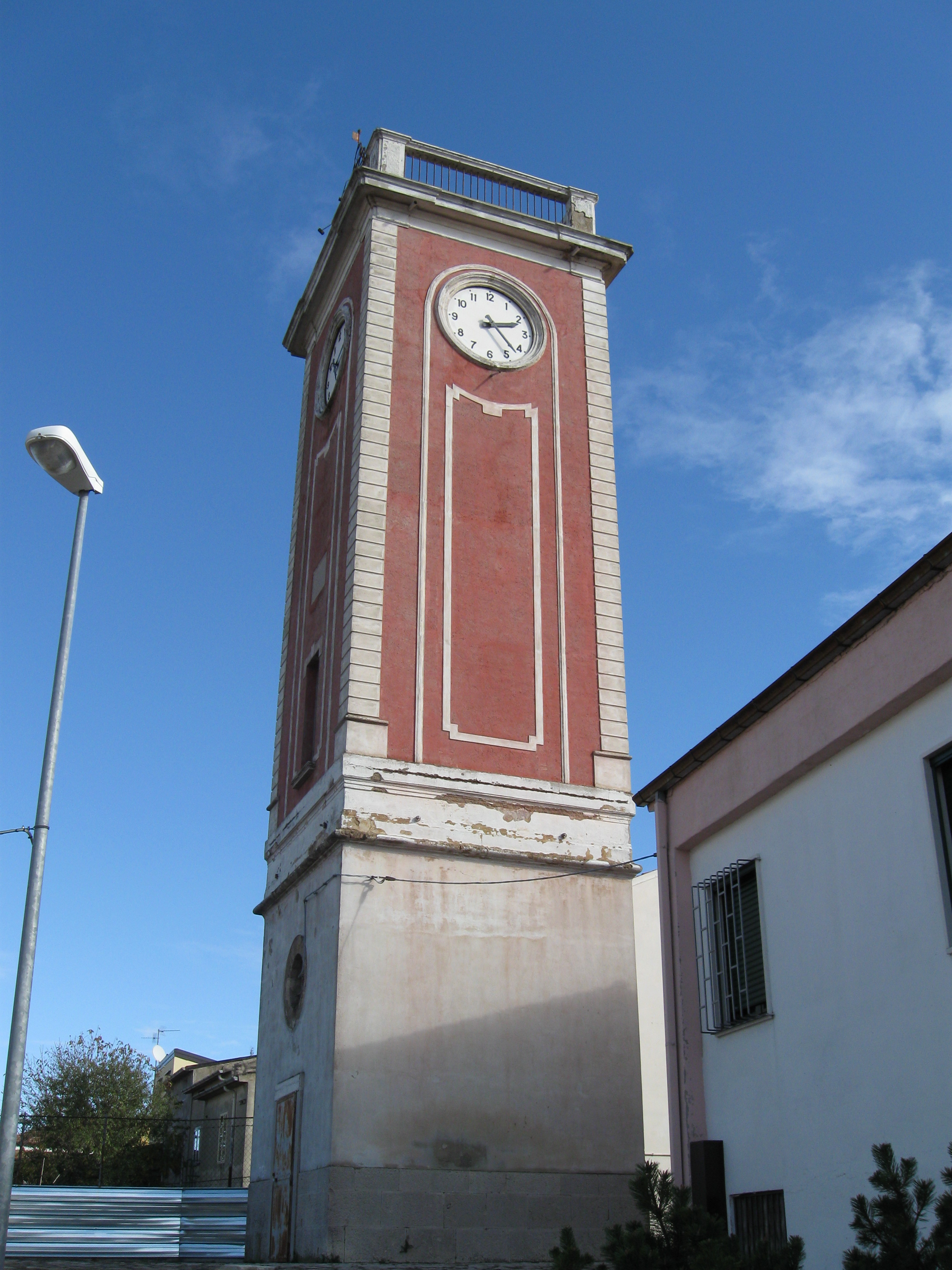
Orologio del Rione Costa prima del restauro

- Orologio della Costa

Sorge nel rione omonimo ed offre un suggestivo panorama del comune. Esso è il simbolo più importante della città ed è conosciuto da tutti i cittadini proprio per la sua visibilità. Costruito nel 1888, la costruzione è caratterizzata da un torrione a pianta quadrata, con base contenente un oculo e con mattoni a vista. La parte superiore è colorata in rosso con stucchi bianchi e termina con la struttura delle campane. La torre è stata restaurata nel 2024.
- Monumento ai Caduti della prima guerra mondiale

Collocato vicino alla Chiesa del SS. Sacramento, per onorare i 180 rioneresi morti durante il conflitto. Inaugurato il 26 giugno 1927, è sormontato da una scultura che rappresenta due giovani soldati e dietro domina la statua della dea Minerva, simbolo della Vittoria.
- Stele ai Trucidati della seconda guerra mondiale

Eretta nel "Rione Sant'Antonio", nello stesso punto in cui 16 rioneresi furono barbaramente uccisi dai soldati nazisti il 24 settembre 1943. Il 29 settembre 2003, l'on. Pier Ferdinando Casini, allora presidente della camera dei deputati, giunse a Rionero per rendere omaggio al loro sacrificio e donare al comune la medaglia al merito civile.

### Siti archeologici

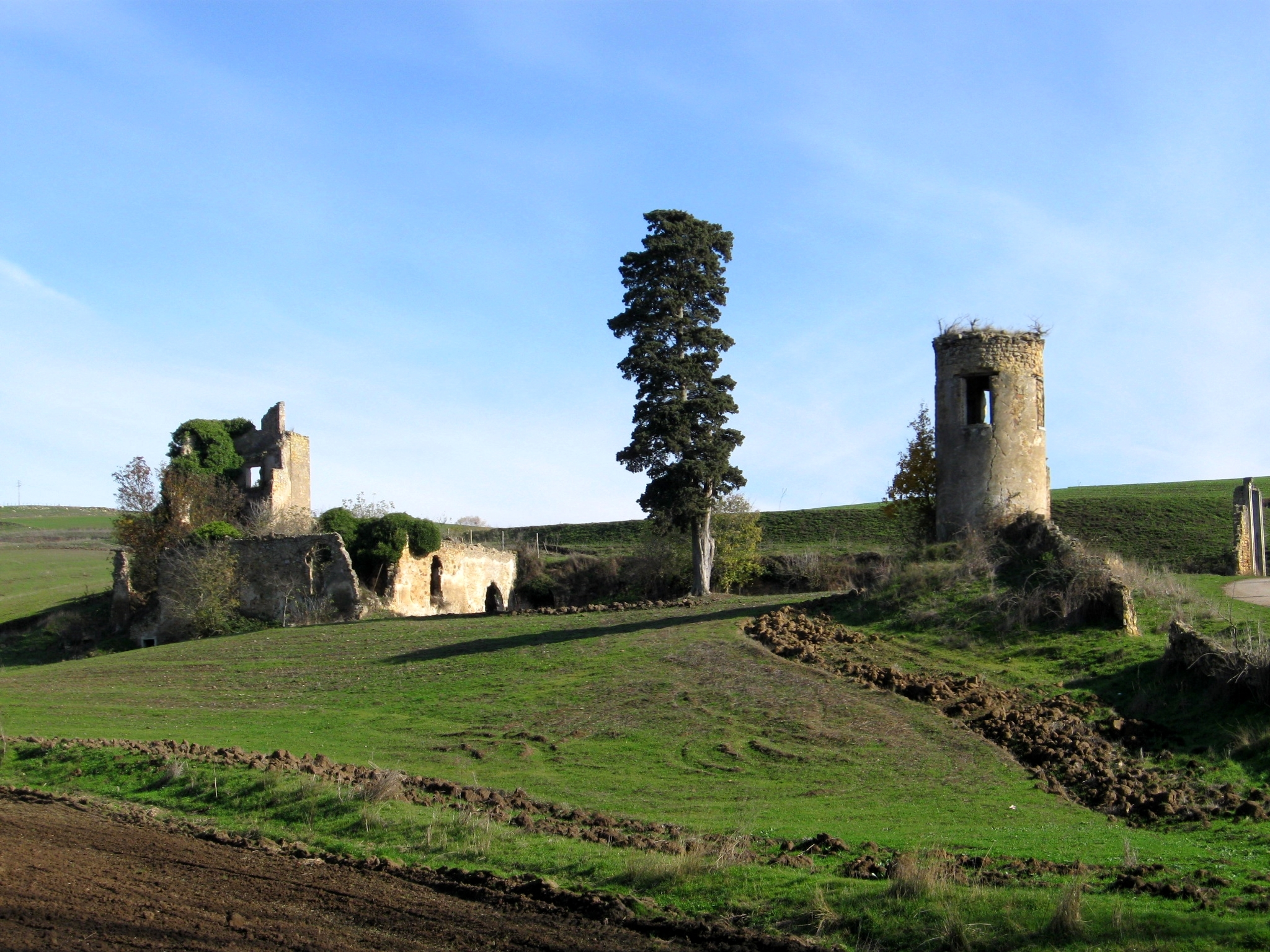
Resti della Villa Patrizia

- Complesso archeologico Romano

Un insediamento agricolo e un impianto termale del periodo romano, scoperto in epoca recente, nel 2004. Gli scavi archeologici videro la partecipazione di ricercatori provenienti dalle Università dell'Alberta (Canada) e Sydney (Australia), e dall'Università Ben Gurion del Negev (Israele). Il complesso ha conosciuto diverse fasi storiche. Il nucleo originario è costituito dai resti di una villa patrizia e di un impianto termale il quale, secondo le ricerche effettuate, risale all'incirca tra il I e il II secolo a.C.; una seconda fase di costruzione sarebbe avvenuta nel II secolo d.C., confermata dal ritrovamento di una moneta dell'imperatore Marco Aurelio Probo. Altre modifiche, come la costruzione di un ninfeo, sono datate IV secolo d.C. e verso la fine del V secolo d.C. fu aggiunta un'abside dotata di circa 11 metri di diametro. Nel VI secolo d.C., le nuove strutture furono dotate di un sistema di fortificazione e, nel VII secolo d.C., avvennero le ultime operazioni di ampliamento. Durante le ricerche è stata anche rinvenuta una statua in marmo della dea Afrodite, probabilmente datata I secolo e risalente alla scuola prassitelica. Il simulacro è attualmente conservato presso la biblioteca comunale.

## Società

### Evoluzione demografica
Abitanti censiti

### Etnie e minoranze straniere
Al 31 dicembre 2019 risultano residenti sul territorio comunale 596 cittadini stranieri, pari al 4,5% della popolazione residente. Le comunità più rappresentate sono:
- Romania, 253 (42,5%)
- Ucraina, 87 (14,6%)
- Nigeria, 27 (4,5%)
- Bulgaria, 24 (4,0%)
- Cina, 23 (3,9%)
- Marocco, 21 (3,5%)

### Tradizioni e folclore
Tra le numerose tradizioni di stampo religioso la più importante è la Passione di Cristo che viene celebrata durante il "Sabato santo", con la rappresentazione dell'Ultima Cena presso il Palazzo Fortunato, e il "Sabato santo" con la via Crucis per le vie della città. Il 25 aprile si tiene la Festa del Santo Patrono San Marco Evangelista. Nella 2ª domenica di agosto si celebra la Festa in onore della Madonna del Carmelo e processione per le vie del centro storico mentre il lunedì dopo la seconda domenica di agosto si tiene la processione della Madonna del Carmine dalla chiesa madre fino alla chiesa di Sant'Antonio Abate. Il 26 settembre si celebra la tradizionale festa dei SS. Medici Cosma e Damiano, organizzata dalla Parrocchia dell’Annunziata preceduta da una novena e terminante con la processione e l’evento della serata.

### Istituzioni, enti e associazioni

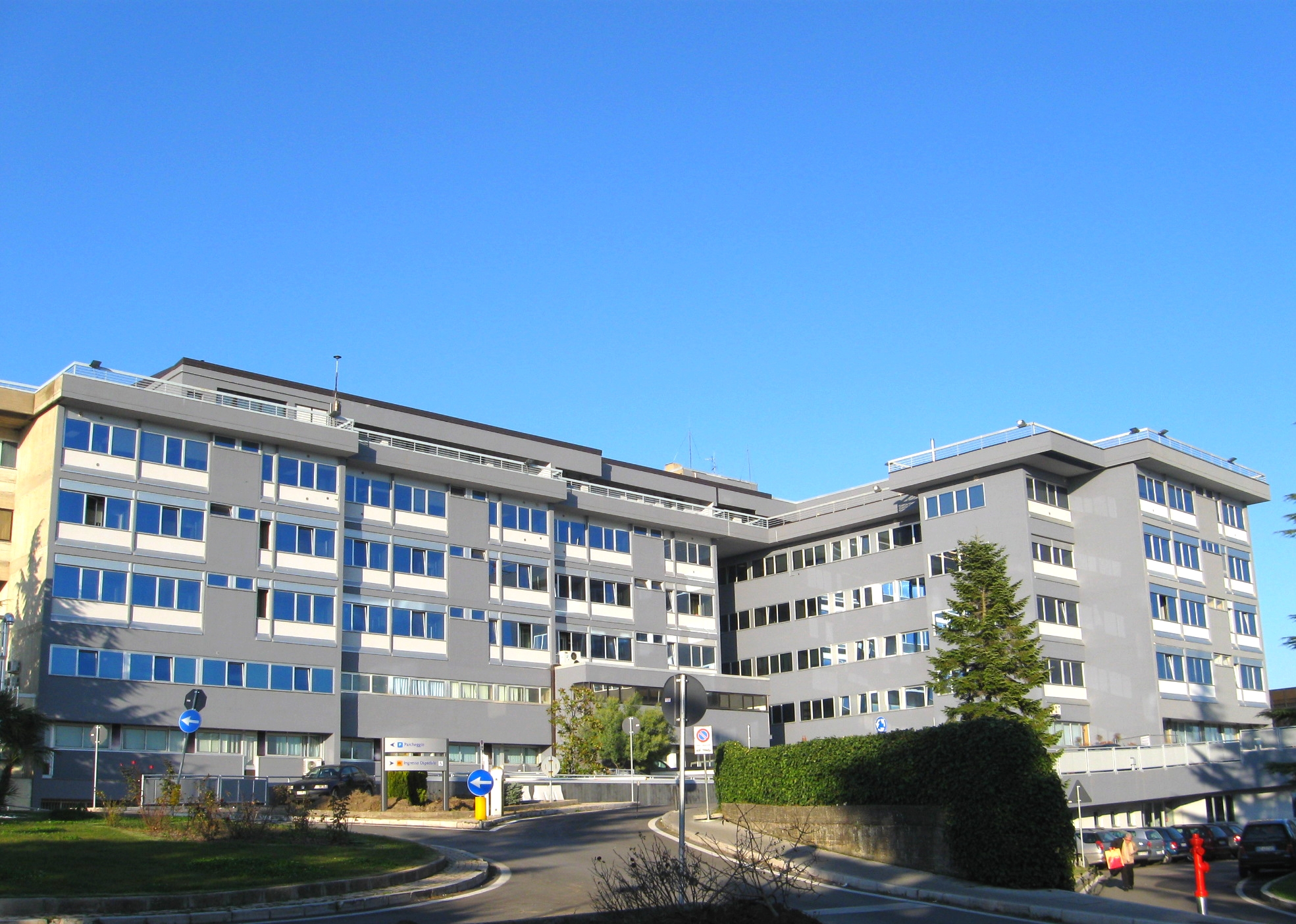
Ospedale di Rionero

Il Centro di Riferimento Oncologico della Basilicata (CROB) è l'azienda ospedaliera di Rionero e, oltre all'esercizio di assistenza, è uno dei più importanti centri nazionali sulla ricerca delle terapie oncologiche, con un rapporto di cooperazione con l'Università Cattolica del Sacro Cuore di Roma. Istituito con la legge regionale n. 13 del 23 maggio 1989, è nato solamente nel 1997 ed è entrato in attività nel 1998. Gran parte dei medici che vi lavorano si sono formati all'Istituto Nazionale Tumori di Milano, dopo aver ottenuto una borsa di studio con i contributi della regione Basilicata.

## Cultura

### Biblioteche
Oltre alle biblioteche scolastiche, a Rionero sono presenti la biblioteca comunale e la biblioteca dedicata a Giustino Fortunato con sede nel palazzo appartenuto al meridionalista, dotata di un'emeroteca moderna, con circa 11.000 libri, e di una antica, con 4.700 libri pubblicati tra l'800 e i primi del 900.

### Ricerca
L'IRCCS - CROB è noto principalmente per essere tra i primi centri oncologici in Italia sulla lotta e la ricerca sui tumori.

### Scuole
La scuola principale presente nel comune è l'Istituto d'Istruzione Superiore "Giustino Fortunato", composto di due sedi distaccate e costituito dai licei delle Scienze Umane e Scientifico (sede "Campus" sulla SS 167, km 1), Classico e Artistico (sede "Carlo Levi", ricadente nella frazione Serra San Francesco di Ripacandida).

### Teatro e musica
Il teatro "La Piccola" è un vecchio magazzino ferroviario adiacente alla stazione, restaurato ed adibito a teatro alla fine degli anni Novanta; ha un numero di posti a sedere di circa settanta. Il teatro è in comodato al comune di Rionero in Vulture.
In passato vi era anche il cine-teatro "Combattenti", costruito in piazza XX Settembre e demolito nel 2005.
Nel comune di Rionero in Vulture esistono due bande musicali: la "Banda Musicale Giuseppe Verdi"  e "Gran Concerto Bandistico Giovanni Orsomando".

### Cinema
Rionero è stata scelta come luogo di ripresa per film cinematografici, documentari e serie televisive come: 
- Darsi alla macchia di Fulvio Wetzl (2003)[40]
- Mineurs di Fulvio Wetzl (2007)[41]
- Vultour: le tracce del sacro-territorio e identità di Fulvio Wetzl (2008)[42]
- Carmine Crocco, dei Briganti il Generale di Antonio Esposto e Massimo Lunardelli (2008)[43]
- Un giorno della vita di Giuseppe Papasso (2011)[44]
- Per Elisa - Il caso Claps di Marco Pontecorvo (2023)[45]

Rionero viene nominata nel film Quo vado? di Gennaro Nunziante (2016), riferendosi ad un luogo sperduto ed improbabile proposto per il trasferimento dei dipendenti pubblici, venendo erroneamente chiamata "Rionero del Vulture".

### Cucina
Tra i primi piatti sono da citare lagane e ceci (lag'n e cic'r) detto anche "Piatto del Brigante", con ceci e pomodori pelati; ravioli con la ricotta (cavzun c'la r'cott), conditi con ragù di carne di maiale e formaggio pecorino; e Cavatelli e cime di rape (trijidd e tadd' r' rap), pasta accompagnata con cime di rape, aglio, olio extravergine di oliva, sale e peperoncino. Un secondo piatto antico e tuttora in uso è l'acquasale (Acquasal'), pane raffermo con l'aggiunta di peperoni secchi e uova.
Tra i dolci sono da menzionare il sanguinaccio, crema di sangue di maiale preparata con cacao amaro,  spesso usato per le crostate; 
i mustacciuoli (Mastazzu'l), con cannella, caffè in polvere, buccia grattugiata di arancia e vino cotto; e i calzoncelli (Cavzunciedd) con il ripieno di castagnaccio, marmellata di castagne lessate.

## Economia
Il comune di Rionero è sede di diverse aziende produttrici di Aglianico del Vulture, vino DOC considerato tra i migliori rossi d'Italia. In aggiunta, sul territorio comunale sono presenti varie aziende produttrici di acque minerali, le cui sorgenti rappresentano da millenni un grande bacino idrominerario. Le aziende Fonti del Vulture (ora parte della Coca Cola Company), Fonte Cutolo Rionero (di proprietà Acqua Minerale San Benedetto) e Gaudianello (di proprietà Norda, la cui sede legale è a Melfi, sebbene l'estrazione venga effettuata nella frazione di Monticchio Bagni) esportano la loro produzione in tutta Italia. Altro prodotto rionerese da menzionare è l'olio d'oliva del Vulture, riconosciuto con il marchio DOP.
Tra le attività più tradizionali vi sono quelle artigianali, legate alla cultura contadina e pastorale. Queste attività, ben lungi dallo scomparire stanno invece rifiorendo, e si distinguono per l'arte della ceramica, della porcellana e della terracotta.

## Infrastrutture e trasporti

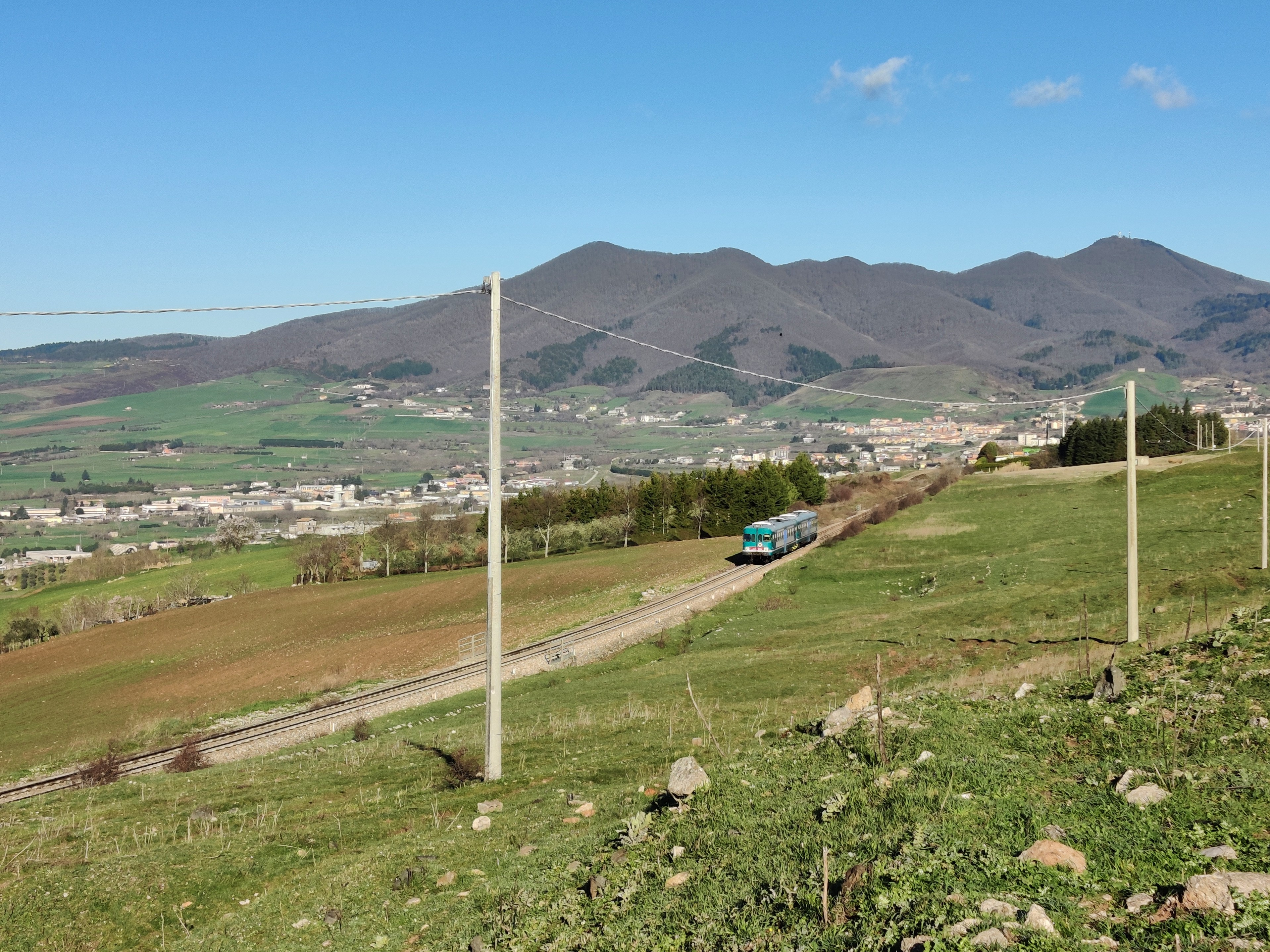
Doppia composizione di ALn 668 vicino a Rionero in Vulture

### Strade
Le principali direttrici stradali che interessano Rionero in Vulture sono:
- Strada statale 658 Potenza-Melfi
- Strada statale 93 Appulo-Lucana: collega Barletta a Potenza.
- Strada statale 167 dei Laghi di Monticchio.
- Strada statale 381 del Passo delle Crocelle e di Valle Cupa.

### Ferrovie
La città di Rionero in Vulture ha una propria stazione ferroviaria, sulla linea Foggia-Potenza. Inoltre, è presente la stazione di Monticchio, a servizio dell'omonima frazione, sulla ferrovia Avellino-Rocchetta Sant'Antonio, attiva per soli usi turistici.

## Amministrazione
Di seguito è presentata una tabella relativa alle amministrazioni che si sono succedute in questo comune.
| Periodo | Periodo   | Primo cittadino           | Partito                            | Carica                  | Note |
| ------- | --------- | ------------------------- | ---------------------------------- | ----------------------- | ---- |
| 1994    | 1998      | Armando Urbino            | Partito Democratico della Sinistra | Sindaco                 |      |
| 1998    | 2002      | Armando Urbino            | Democratici di Sinistra            | Sindaco                 |      |
| 2002    | 2005      | Giuseppe Romaniello       | Forza Italia                       | Sindaco                 |      |
| 2005    | 2006      | Francesco D'Assisi Maioli |                                    | Commissario prefettizio |      |
| 2006    | 2011      | Antonio Placido           | Rifondazione Comunista             | Sindaco                 |      |
| 2011    | 2016      | Antonio Placido           | Sinistra Ecologia Libertà          | Sindaco                 |      |
| 2016    | 2021      | Luigi Di Toro             | Lista civica Insieme per Rionero   | Sindaco                 |      |
| 2021    | in carica | Mario Di Nitto            | centro-sinistra                    | Sindaco                 |      |

### Gemellaggi
- Settimo Torinese, dal 2003[54]

## Sport

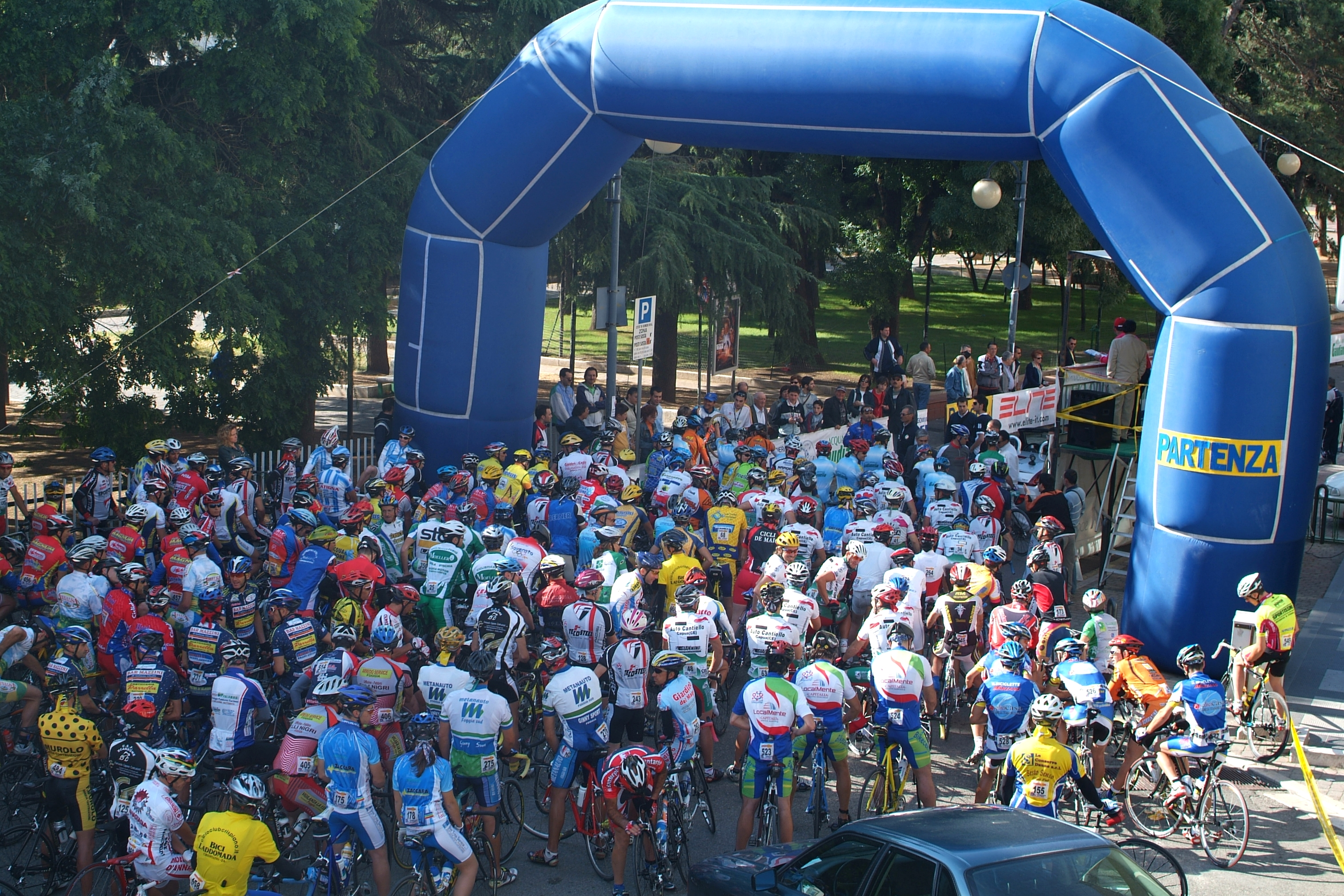
Gran Fondo del Vulture

Hanno sede nel comune le società di calcio C.S. Vultur 1921 e Fortitudo San Tarcisio che hanno disputato campionati dilettantistici regionali.
Sono presenti due società di Calcio a 5: Sporting Rionero Futsal, militante nel campionato provinciale di Serie C2 e A.S.D. Futsal Rionero 2016, che disputa il campionato nazionale femminile di Serie A2.
Le due società di basket AICS e Virtus partecipano al campionato regionale di Serie D.
La squadra di pallavolo Rionero Volley è iscritta al campionato regionale di Serie C.
La Gran Fondo del Vulture è evento ciclistico a livello nazionale.